# Ann E. Wehrle
Pour les articles homonymes, voir Wehrle.
Ann E. Wehrle (1956-) est une astronome qui étudie les trous noirs et les quasars au Space Science Institute à Boulder (Colorado). Plus précisément, elle étudie les mécanismes d'émission d'énergie des jets relativistes à proximité des trous noirs dans les quasars et les noyaux actifs de galaxie. Ann vit à La Cañada Flintridge (Californie), avec son mari et leurs deux enfants. Ann dit qu'elle est fascinée par les trous noirs parce qu'ils incarnent les conditions les plus extrêmes de l'univers connu.

## Enfance et formation
Tout au long de sa carrière scolaire, les mathématiques et la physique ont toujours été les matières préférées d'Ann Wehrle. À 17 ans, Ann rencontre Alma Zook, professeure d'astronomie au Pomona College. Comme il y avait très peu de filles en mathématiques et en sciences à l'époque, la rencontre avec Zook est très influente pour Wehrle. En 2016, Zook et Wehrle ont collaboré à 13 publications différentes.

## Carrière
Ann Wehrle est chercheuse scientifique principal au Space Science Institute à Boulder, poste qu'elle occupe depuis 2006. Avant cette nomination, elle est chercheuse à l'Institut de technologie de Californie (Caltech) et au Jet Propulsion Laboratory (JPL) de la NASA. En 2016, elle est autrice ou coautrice de plus de 126 publications. En 2000, la NASA nomme Wehrle au sein de l'équipe scientifique de la mission d'interférométrie spatiale, rebaptisée depuis SIM PlanetQuest, en tant que chercheuse principal pour l'un des dix projets scientifiques clés de la mission. Elle est la seule femme à avoir été nommée chercheuse principale.